# 下兵庫駅
下兵庫駅（しもひょうごえき）は、和歌山県橋本市隅田町下兵庫にある、西日本旅客鉄道（JR西日本）和歌山線の駅である。

## 歴史
- 1968年（昭和43年）10月1日：日本国有鉄道和歌山線の隅田駅 - 橋本駅間に新設開業[1]。地元が建設費529万円全額を負担して建設された請願駅である[2]。
- 1987年（昭和62年）4月1日：国鉄分割民営化により、西日本旅客鉄道の駅となる[1]。
- 2020年（令和2年）3月14日：ICカード「ICOCA」が利用可能となる[3]。

## 駅構造

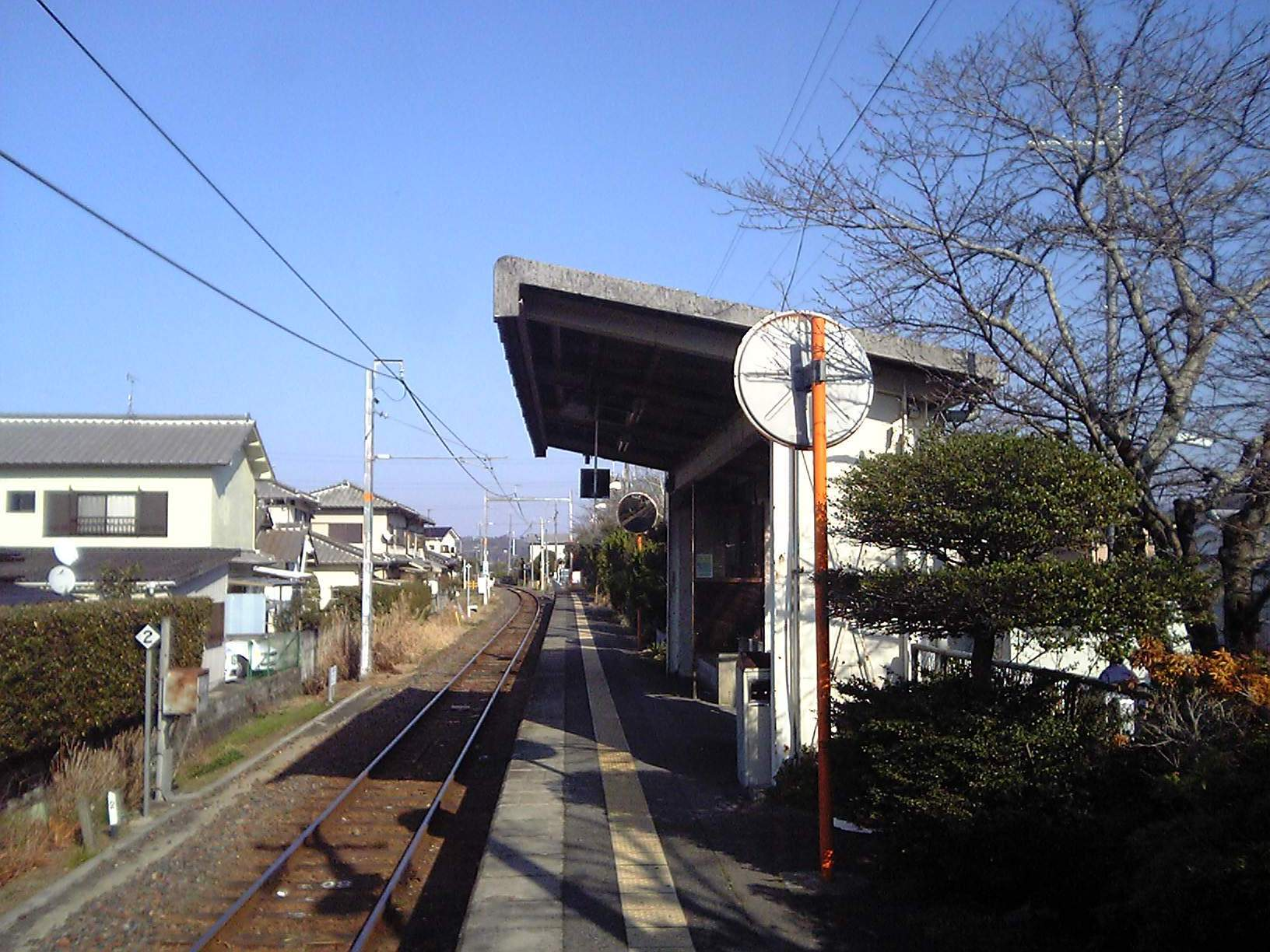
ホーム（2010年2月、待合室建て替え前）

橋本方面に向かって左側に単式ホーム1面1線のみが配置された地上駅（停留所）。駅舎と呼べる構造物はなく、直接ホームに入る形になっている。橋本駅管理の無人駅で、近距離の自動券売機が設置されている。

## 利用状況
1日の平均乗車人員は以下の通りである。
| 年度               | 1日平均 乗車人員 |
| ------------------ | ---------------- |
| 1998年（平成10年） | 159              |
| 1999年（平成11年） | 165              |
| 2000年（平成12年） | 169              |
| 2001年（平成13年） | 158              |
| 2002年（平成14年） | 147              |
| 2003年（平成15年） | 148              |
| 2004年（平成16年） | 152              |
| 2005年（平成17年） | 141              |
| 2006年（平成18年） | 130              |
| 2007年（平成19年） | 124              |
| 2008年（平成20年） | 146              |
| 2009年（平成21年） | 135              |
| 2010年（平成22年） | 131              |
| 2011年（平成23年） | 138              |
| 2012年（平成24年） | 136              |
| 2013年（平成25年） | 145              |
| 2014年（平成26年） | 138              |
| 2015年（平成27年） | 140              |
| 2016年（平成28年） | 134              |
| 2017年（平成29年） | 132              |
| 2018年（平成30年） | 141              |
| 2019年（令和元年） | 126              |
| 2020年（令和02年） | 104              |
| 2021年（令和03年） | 102              |
| 2022年（令和04年） | 113              |

## 駅周辺
国道24号（現道）沿いにある駅の1つ。田畑が広がり、所々に住宅が建つ。国道（現道）は駅北側を通っている。北へ進むと京奈和自動車道（橋本道路）に至るが、駅からやや離れている。
- 利生護国寺 - 本堂は重要文化財、山門は登録有形文化財にそれぞれ登録された。
- 地蔵寺
- 命光不動尊
- 天理教隅田分教会
- がまかつ和歌山工場 - へら竿は隅田駅のペイント駅舎[注釈 1]にも登場するが、社名は記されていない[注釈 2]。
- 国道24号（現道）
- 橋本市コミュニティバス「大寺前」停留所 - 東部線
- 紀の川

## その他
当駅の旧待合室（※当駅開業時に設置）は木造であったが、2014年（平成26年）から2015年（平成27年）に橋本市立隅田中学校の美術部によって「下兵庫駅ペイント作戦」というプロジェクトが行われた。なお、イラストに登場するキャラクターは当駅（の五条・王寺方面）に隣接する隅田駅と同一である。しかし、施設老朽化に伴い、2020年（令和2年）頃に当駅待合室の建て替えが行われたため、イラストは現存しない。なお、隅田駅も駅舎の建て替え（※ホーム待合室の解体を含む）を行ったためイラストは現存しないが、隅田駅に描かれたイラストの一部は同中学校に移設している。

## 隣の駅
西日本旅客鉄道（JR西日本）
 和歌山線
■快速（粉河駅以東各駅停車）・■普通
隅田駅 - 下兵庫駅 - 橋本駅